# Futura Gael
Futura Gael fue una aerolínea con base en Dublín, Irlanda, propiedad total de Futura International Airways, operaba vuelos chárter a países del Mediterráneo, Este de Europa y Egipto.

## Historia
Futura Gael fue fundada por Futura International Airways con el fin de obtener los derechos de tráfico necesarios para operar vuelos chárter desde Irlanda a destinos de fuera de la Unión Europea. La aerolínea operó vuelos chárter a destinos del Mediterráneo y Europa del Este.
Futura Gael anunció que había planeado recortes en su directiva y personal y que buscaría obtener un nuevo crédito de sus acreedores. El equipo directivo de la compañía también sugirió que todos los salarios de sus empleados fuesen recortados hasta los 1000 euros al mes.
El 7 de septiembre de 2008, un vuelo de Futura Gael con destino a Málaga, España fue retrasado en el Aeropuerto de Dublín durante cerca de tres horas, para que finalmente despegase poco antes de las 10 p. m.. La aerolínea cesó sus operaciones oficialmente la medianoche del 8 de septiembre de 2008.

## Librea
Los aviones de la aerolínea portaban la librea estándar de Futura con la palabra "Gael" en la sección delantera.

## Flota
La flota de Futura Gael se componía de las siguientes aeronaves:
| Aeronaves      | Total | Introducido | Retirado | Matrículas      |
| -------------- | ----- | ----------- | -------- | --------------- |
| Boeing 737-400 | 2     | 2007        | 2008     | EI-DOR y EI-DXO |
| Boeing 737-800 | 2     | 2007        | 2008     | EI-DJT y EI-DJU |